# Soukromá botanická zahrada v Dubinách
Soukromá botanická zahrada v Dubinách se nachází ve vesnici Dubiny, která je části obce Velké Popovice v okrese Praha-východ.

## Historie
Zahrada byla založena hercem a zahradním architektem Stanislavem Hyblerem v roce 1997. V roce 2011 byla vyhlášena jako významný krajinný prvek a v roce 2013 byla přijata do Unie botanických zahrad České republiky.

## Popis
Zahrada se nachází uprostřed vesnice na ploše 5000 m² v nadmořské výšce 390 m n. m. Vznikla na zelené louce z níž část tvořila skládka stavebního materiálu a je koncipována jako park s příjemným posezením. Základem jsou dřeviny z čeledi Taxodiaceae, Magnoliaceae a rodu Cedrus. Sbírka cedrů a sekvojovců je v současné době (2021) největší sbírkou v Česku. Mimo tuto sbírku se v zahradě nachází na 800 taxonů jiných rostlin.
Součástí zahrady je jedenáct propojených jezírek s cirkulující dešťovou vodou, dva obytné domy a pro veřejnost nepřístupné dva subtropické a dva tropické skleníky.
V zahradě se vyskytuje řada chráněných živočichů, především ze skupiny obojživelníků, plazů, ptáků a hmyzu. Žije zde např. pět druhů žab, dva druhy čolků, užovky, ještěrka obecná, slepýši, vážky a další. Ve sklenících jsou k likvidaci škůdců využívány některé druhy žab (např. parosnička srdíčková ) a čtyři páry ptáků rodu Zosterops (kruhoočka).
Zahrada je přístupná veřejnosti pouze na základě předchozí telefonické nebo písemné dohody prostřednictvím e-mailu.

## Galerie

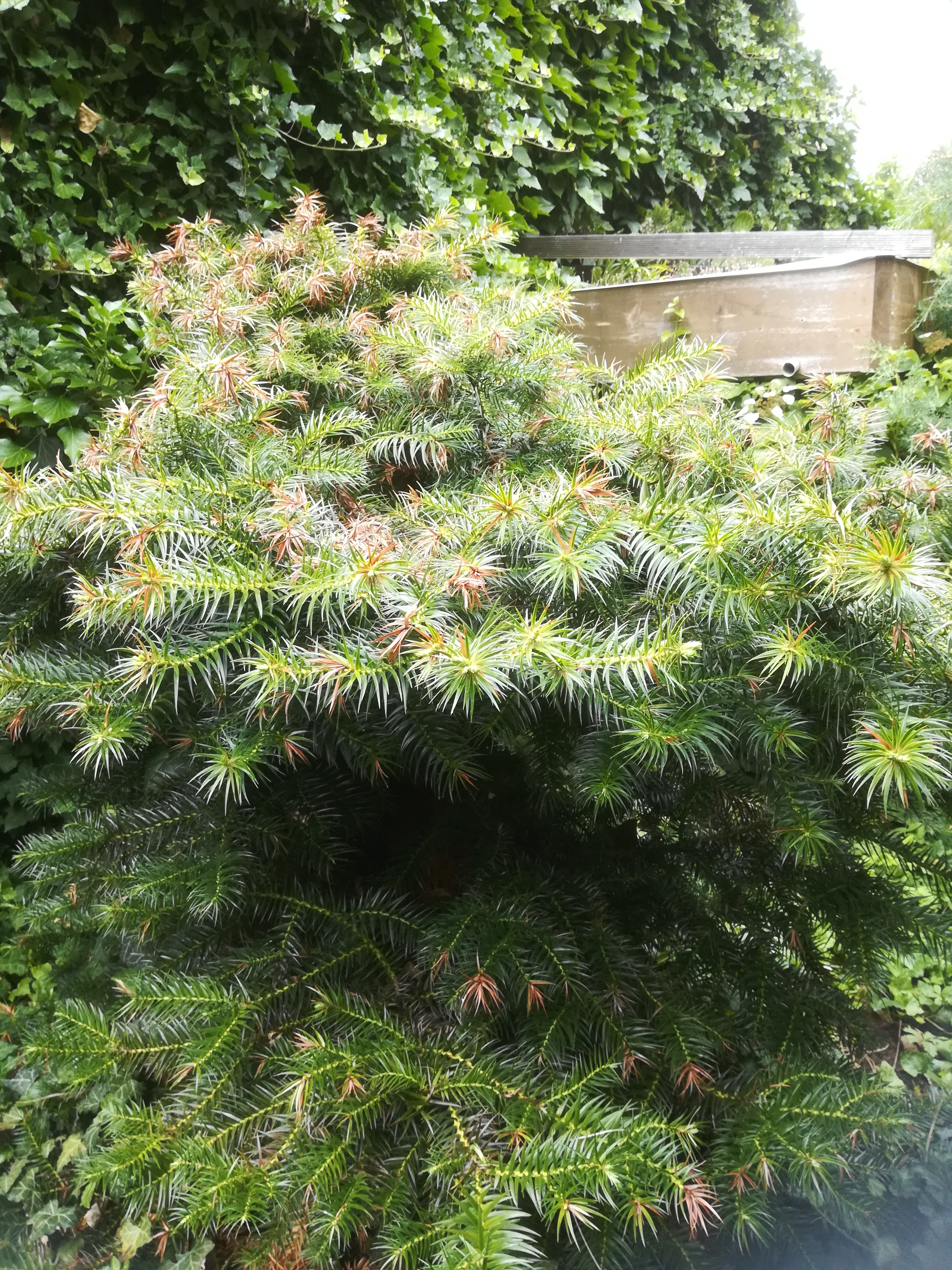
Ostrolistec kopinatý
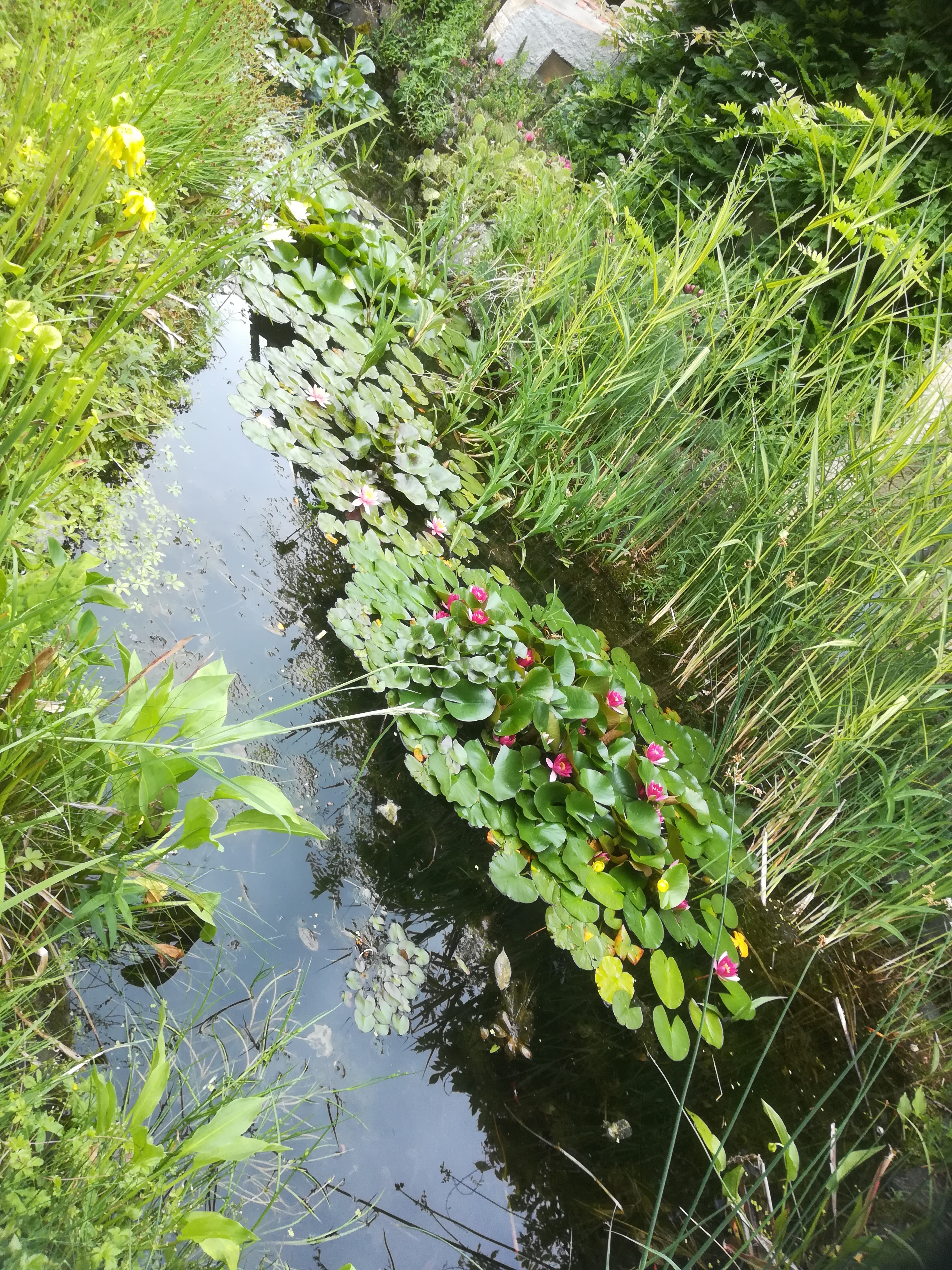
Jezírko
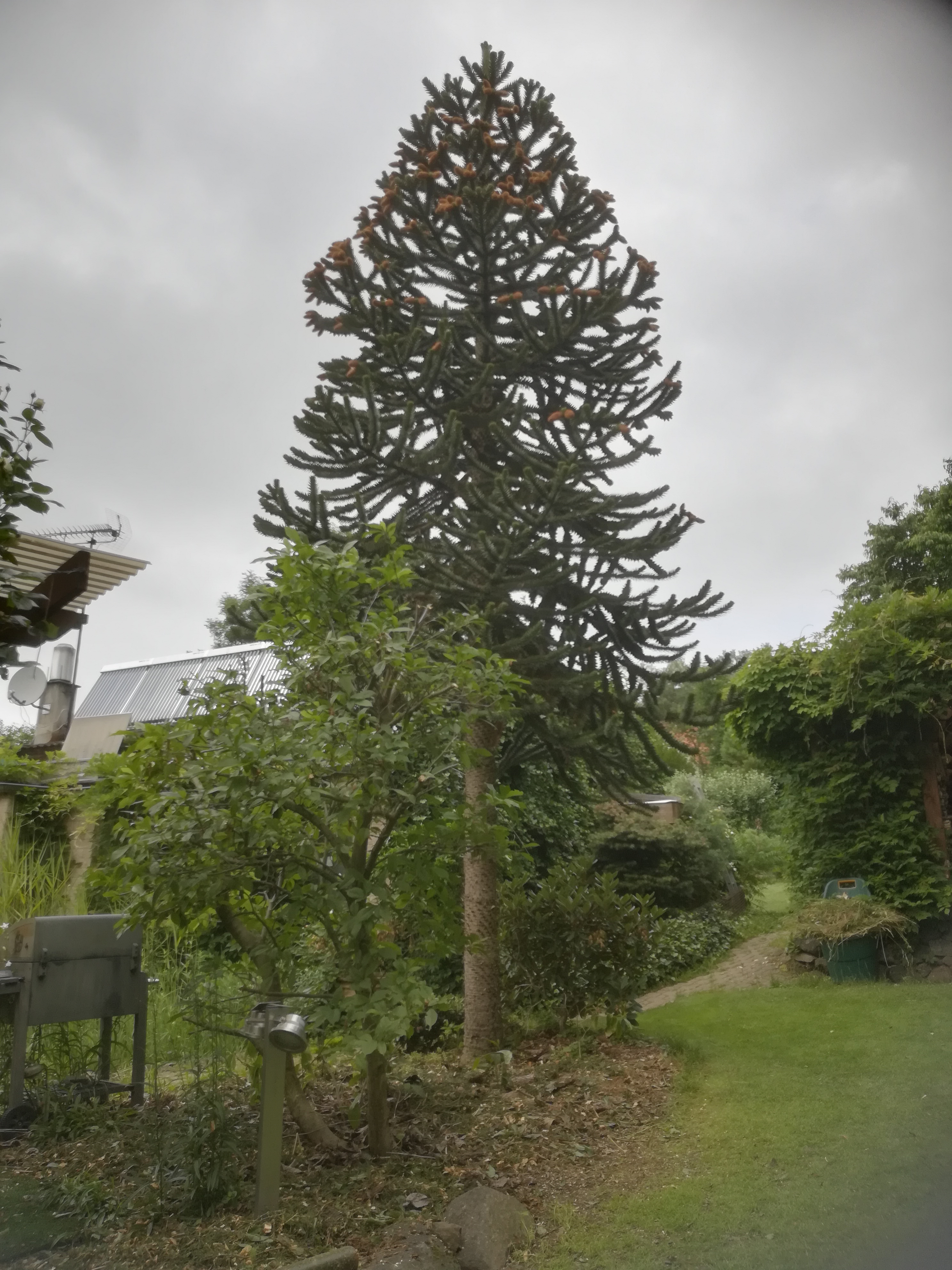
Blahočet chilský
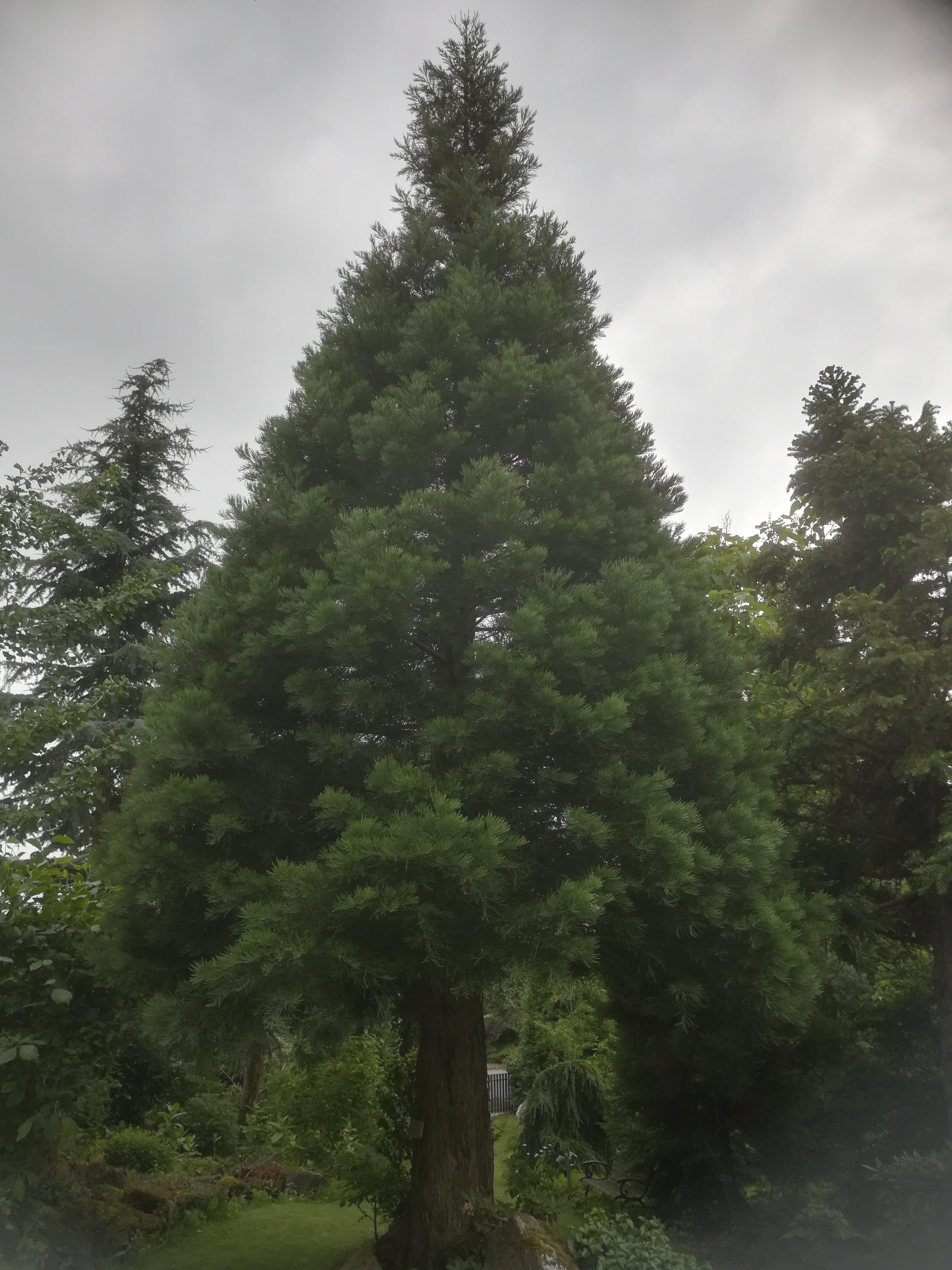
Sekvojovec obrovský
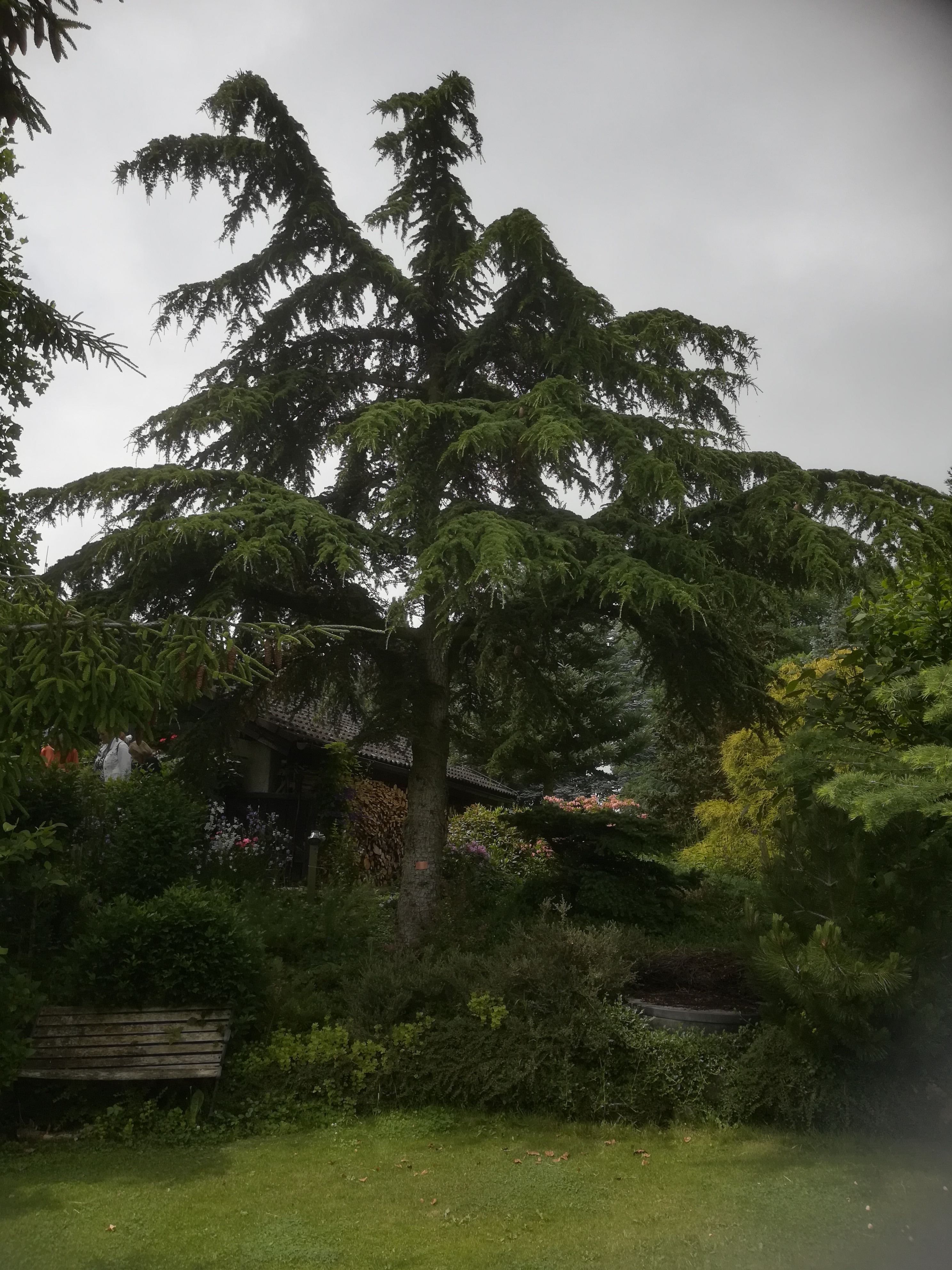
Cedr krátkolistý
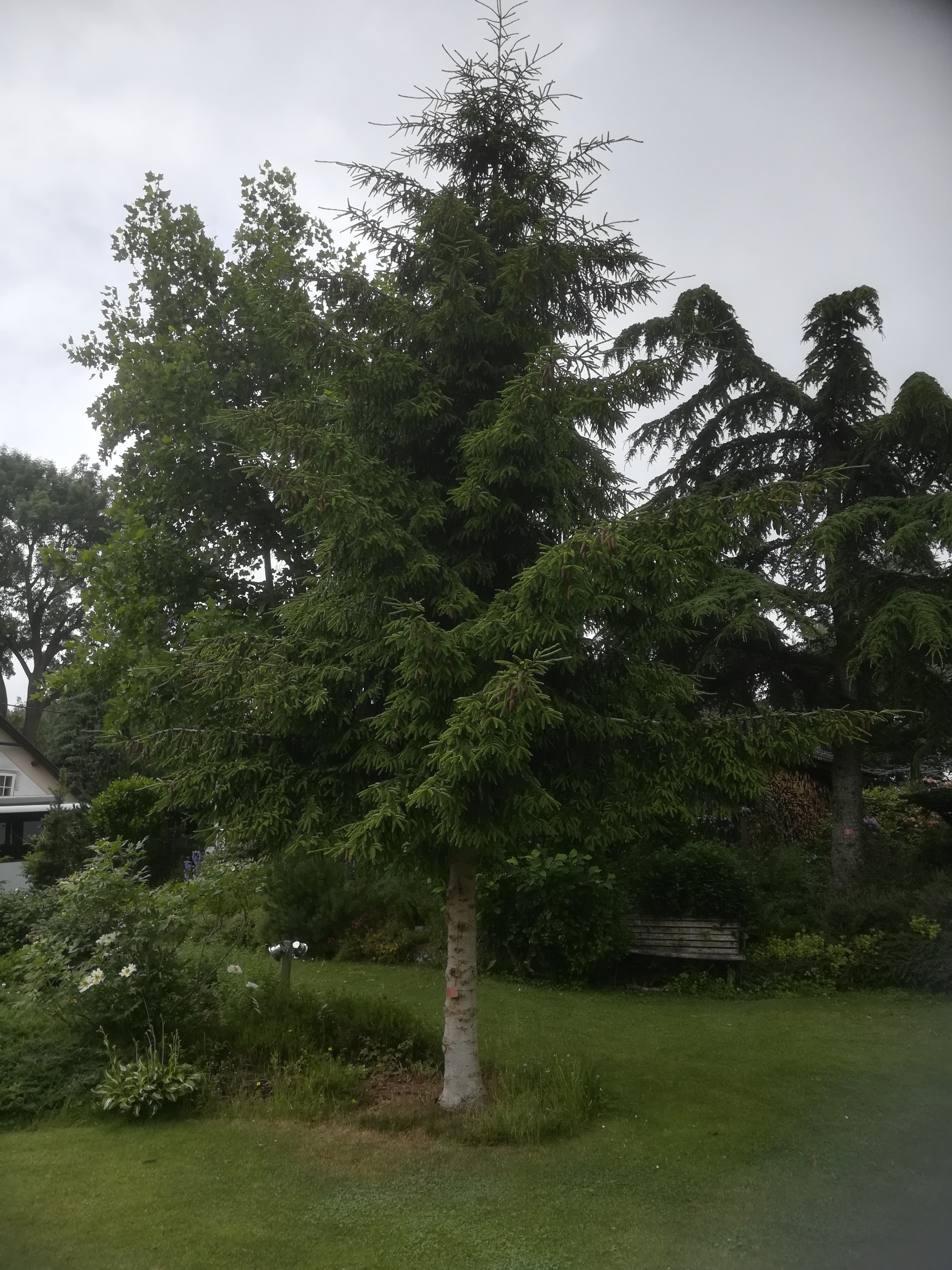
Smrk východní
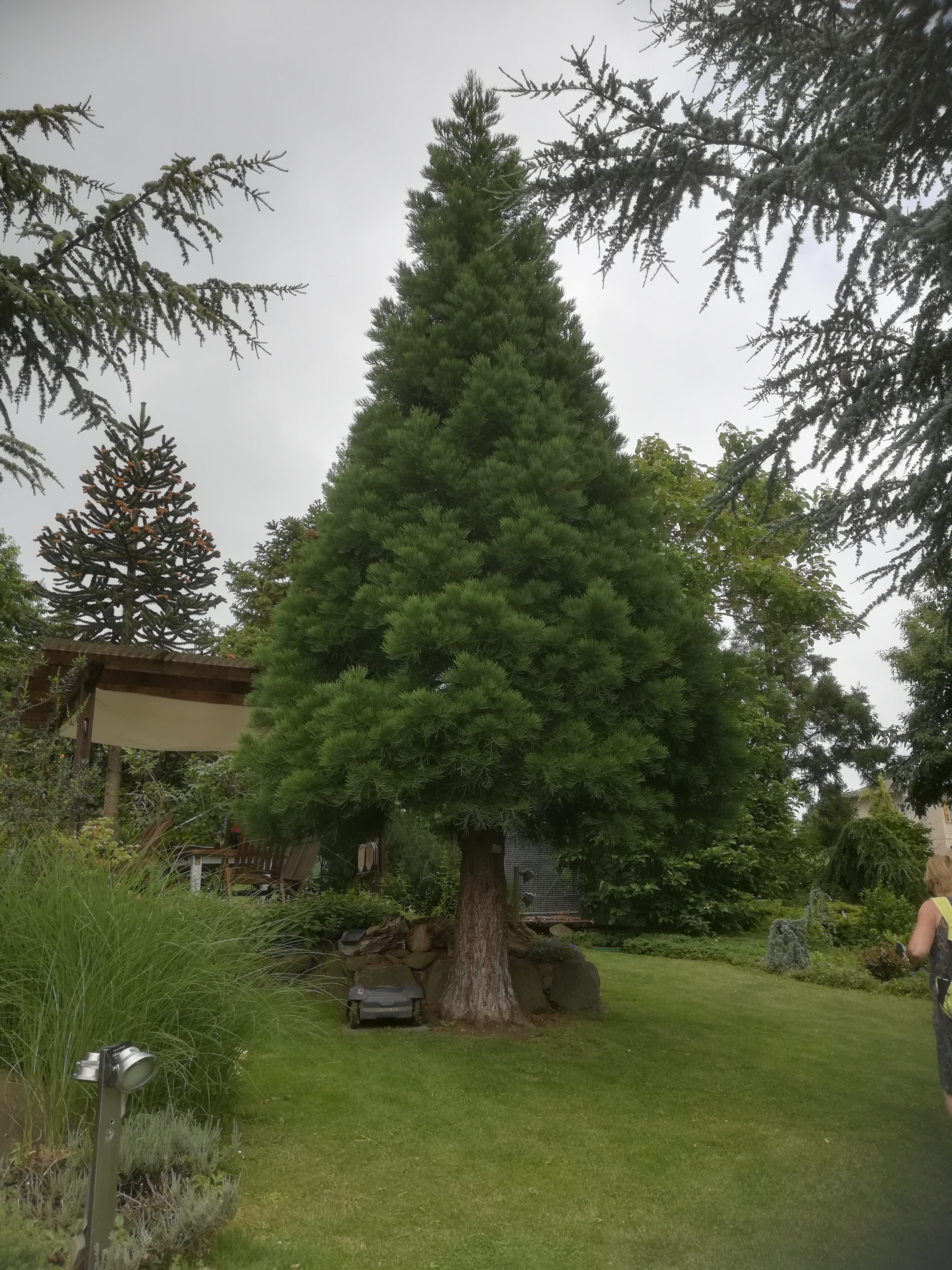
Sekvojovec obrovský
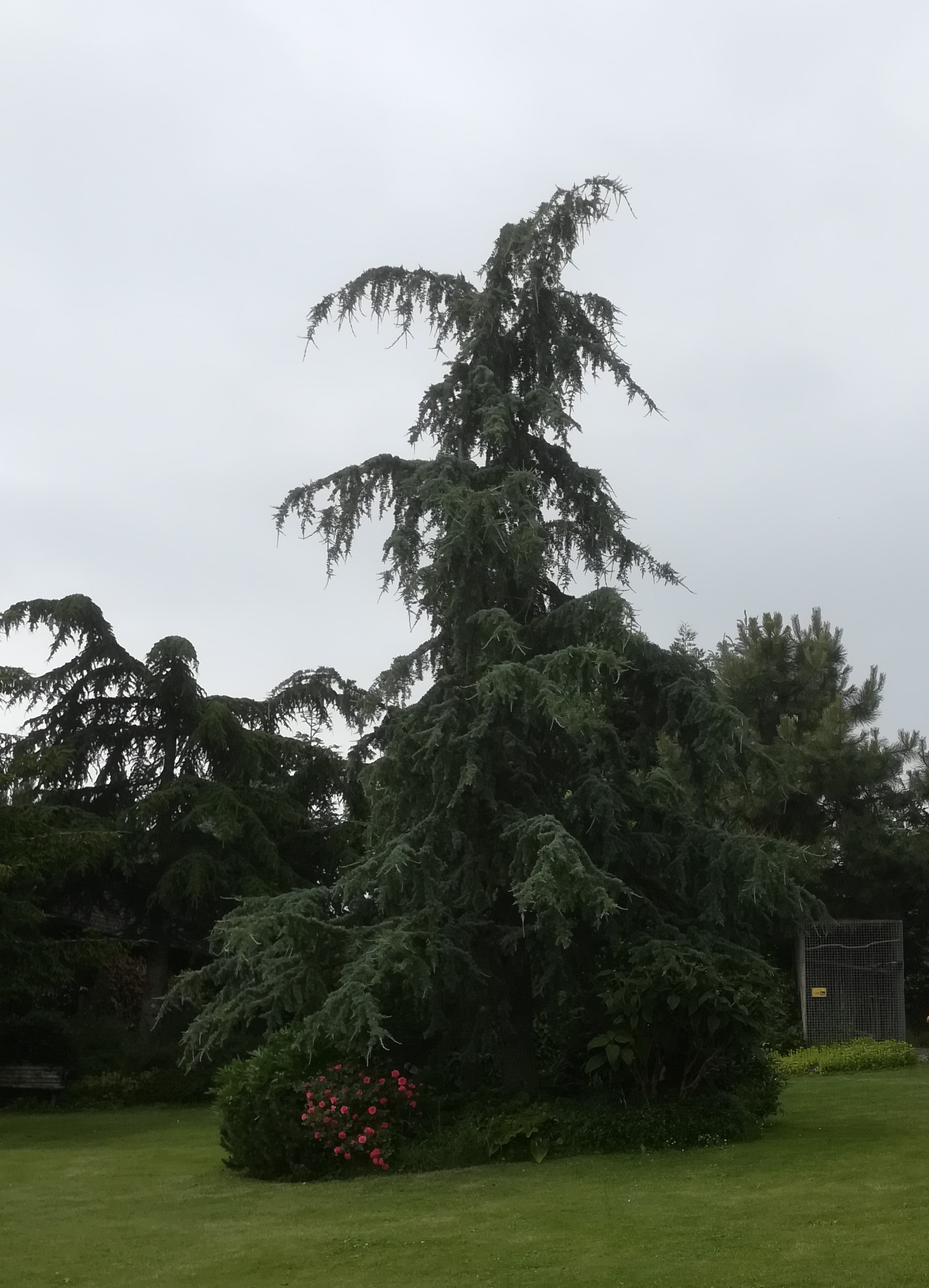
Cedr himálajský